# Guillaume Franc
Guillaume Franc (Rouen, vers 1505 – Lausanne 1571) est un musicien et compositeur français actif à Genève puis à Lausanne, impliqué dans l’élaboration du Psautier de Genève puis dans celle du Psautier de Lausanne.

## Biographie
Guillaume naît à Rouen (à une date estimée vers 1505), fils de Pierre, de profession inconnue. Avant sa venue à Genève, on sait seulement qu'il fut un temps au service de Georges d'Armagnac, futur cardinal, de qui il était « chantre et serviteur ». Il avait aussi épousé noble Catherine de Solages, une ancienne religieuse de l'abbaye de Millau convertie à la Réforme.
Guillaume Franc élève à Lausanne une descendance assez nombreuse, qui fait souche. Parmi ses fils et filles on repère :
- Samuel, qui devient maître d'école puis pasteur à Lausanne, enfin maître d'école à Payerne,
- Pierre, qui suit probablement un chemin similaire à Lausanne,
- Michel Franc, dont les études sont aussi soutenues par le Conseil de Berne entre 1568 et 1578, maître d’école, qui se marie le 12 août 1583 à Montpellier avec Jeanne Corbière. Leur témoin est Pierre Boyteux, de Lausanne, alors écolier en médecine à Montpellier[1].
- une fille au prénom inconnu, mariée à Robert Mornet, un pasteur à Moudon puis à Payerne,
- Cassandre, mariée au parisien Claude de La Canissière, musicien français réfugié à Lausanne,
- Sara peut-être ? épouse du régent Jean Schwyzer.

On peut supposer que le départ de Guillaume Franc et de sa femme à Genève est dû à leur désir d'y trouver refuge, comme beaucoup de Français protestants à cette époque.

### Genève
Ce sont les registres du Conseil de Genève qui révèlent la vie de Guillaume Franc lors de sa période genevoise. Il y apparaît la première fois lorsqu’il obtient du Conseil de Genève l'autorisation de « tenyr eschole de musique » (17 juin 1541), l'année même où le Conseil décide de promouvoir le chant de l’assemblée au culte, et décide pour commencer d’instruire les enfants à chanter les psaumes.
Le 2 mai 1542, Franc est chargé par le Conseil d’apprendre aux enfants à chanter les psaumes de David, avec un traitement [annuel] de 24 florins. Sur ce poste il est momentanément en concurrence avec Pierre Bochi dit Servent [Servandi]. La même année paraît La Forme des prières et chantz ecclesiastiques, premier recueil liturgique réformé genevois contenant des psaumes dotés de mélodies.
En avril et mai 1543, plusieurs mentions concernent l’augmentation de ses gages de « chantre » ou « maistre de chant », qui passent de 10 à 25 florins par « quartemps » [trimestre]. Il est aussi député « maystre des escoles pour apprendre la note », ce qui laisse entendre un rôle de supervision sur les petites écoles de Genève pour ce qui concerne l’apprentissage du chant des psaumes par les enfants.
En mars et avril 1544, toujours employé à enseigner les psaumes aux enfants, sollicite et obtient une maison attenante à la chantrerie devant l’église Saint-Pierre, pour y apprendre à chanter aux enfants et pour y habiter. Il y fait construire une cheminée et obtient l’usage d’une cave pour son vin et son huile.
En mai 1545, le Conseil lui refuse une augmentation de ses gages au-delà de 100 florins annuels. Le 14 juillet 1545 Franc est mentionné comme absent de Genève le 3 août il demande son congé, déclarant ne pouvoir vivre avec 100 florins, et part à Lausanne.  
Son poste à Genève est d’abord réparti entre Guillaume Fabri et Loys Bourgeois, puis revient très vite à Loys Bourgeois seul.

### Lausanne

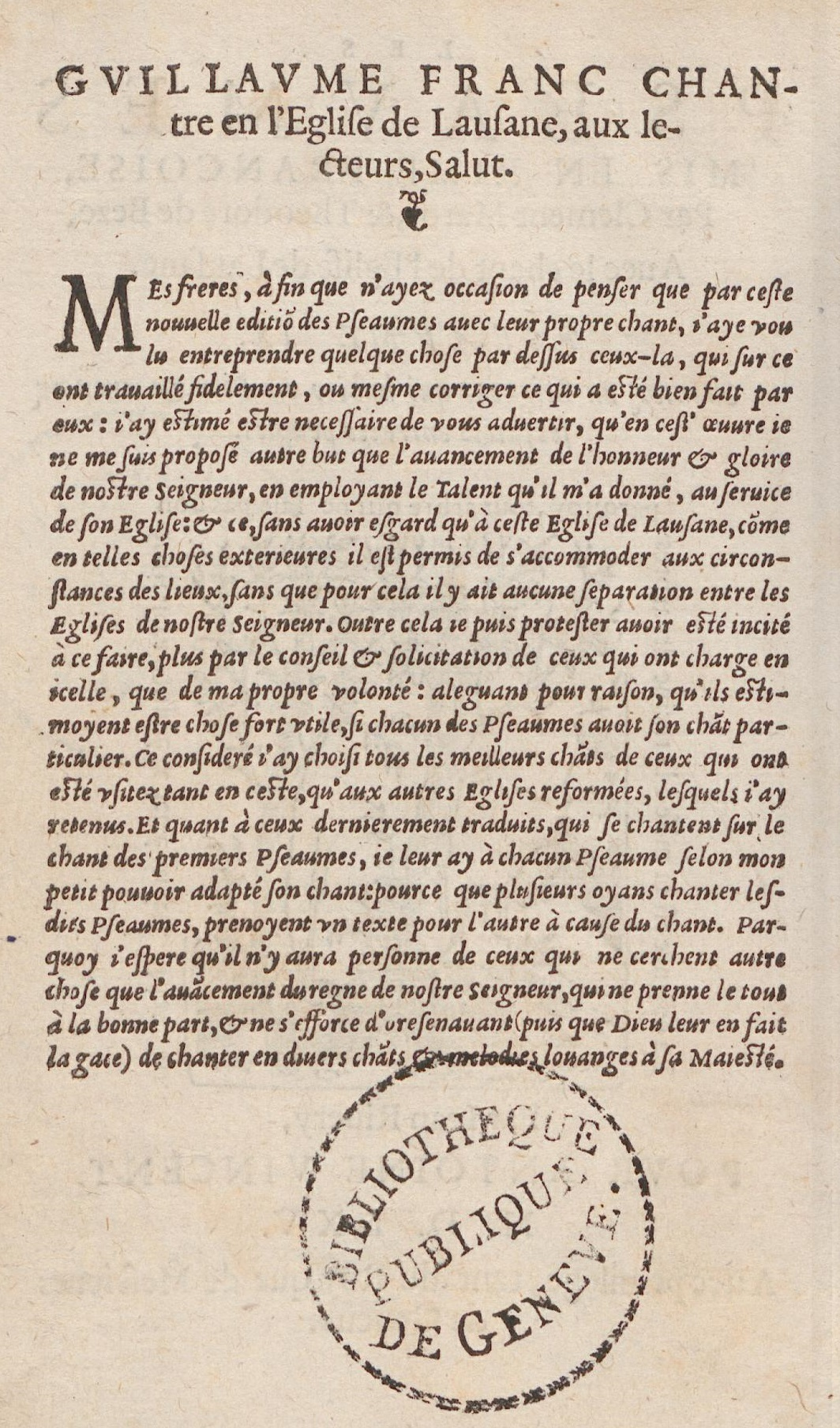
Guillaume Franc aux lecteurs (Les Pseaumes mis en rime françoise, Genève 1565)

Franc est cité dans le manuel du Conseil de Lausanne dès janvier 1546. La ville était alors sous administration bernoise. Son salaire y est significativement supérieur qu'à Genève, puisqu'il est à la fois chantre de l'Église de Lausanne, payé par le Conseil de Lausanne, et maître au collège (responsable de la classe de septième et devant instruire les enfants pour le chant des psaumes, payé par le gouvernement de Berne, en florins ou en nature (froment, vin). Outre cela, on peut supposer qu'il donne des leçons de musique, de luth ou d'autres instruments. Il est également secondé par le chantre Oronce Roy, arrivé de Grenoble en 1552 et repartant en France en 1562.
Son traitement semble avoir été correct, Franc demandant des augmentations à Berne et à Lausanne alternativement. Il est d'abord logé par le Conseil, puis en 1552 il est doté d'une maison qui restera chez ses descendants jusqu'en 1847 !
Le 2 novembre 1552 Théodore de Bèze aurait donné à Guillaume Franc un témoignage destiné à le soutenir devant le Conseil de Lausanne, vu sa gêne, la mauvaise santé de sa femme et la modicité de son salaire. On connaît deux délibérations du Conseil de Berne pour lui faire délivrer des subsides en argent, en vin ou en grain (10 juillet 1559 et 5 janvier 1562).
En 1560 sa carrière semble avoir connu un incident puisque le 30 janvier il demande à de nouveau recevoir son salaire « pour autant qu’il a grande famille et qu’il prend peyne à estudier les petis enfans ». Sa carrière est surtout émaillée en 1565 par la parution de ses Psaumes avec le chant de l’Église de Lausanne.
À la fin de l'année 1570, Franc s'affaiblit, il teste le 26 janvier 1571, après quoi l'on perd sa trace. Il s'est maintenu à son poste durant 25 ans, et sa femme lui survit une dizaine d'années. Il est remplacé par son fils Samuel de décembre 1570 à avril 1572, ensuite par Julien Périer, venant de Lyon.

## Œuvres

### Les mélodies de 1542

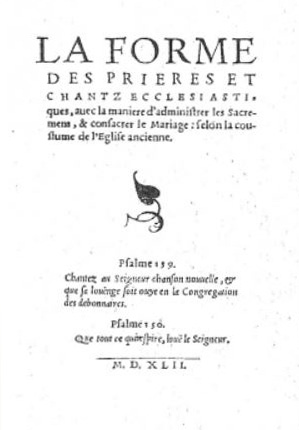
Page de titre de La Forme des prières et chants ecclésiastiques (Genève : 1542).

Encore qu’on en ait pas de preuve formelle, on admet généralement que c’est à Guillaume Franc qu’on doit les premières mélodies adaptées aux psaumes de l’Église de Genève. Entre le retour de Jean Calvin à Genève en septembre 1541 et la parution chez Jean Girard en 1542 de La Forme des prières et chantz ecclesiastiques, Franc est le seul chantre cité dans les registres du Conseil de Genève. De plus, la mention du 16 avril 1543 semble lier la composition des mélodies avec l’apprentissage des enfants (ce qui semble logique dans la mesure où il leur revenait de les apprendre avant tout le monde) :
Psaulmes de David. – Ordonné pour aultant que l’on paracheve les psalmes de David et qu’il est fort nécessaire de composer ung champ gracieulx sur icyeulx, que maystre Guillaume, le chantre, est bien propre pour recorder les enfans [...].
La Forme des prières de 1542 contenait de Marot : 30 psaumes, l’Oraison dominicale et le Credo, et de Calvin 5 psaumes, le Cantique de Siméon et les Commandements. Elle a été élaborée en un temps où Marot s’était réfugié à Genève (fin de 1542 – début de 1543) et ce serait entre Calvin, Marot et Franc que cette édition a été mise au point. À Franc on devrait donc les 13 mélodies nouvelles du recueil de 1542.
Probablement encore, ce trio met-il au point la seconde édition officielle de Genève, parue en 1543. Elle contient, pour la première fois, les 50 psaumes de David traduits par Marot, dotés chacun de leur mélodie (dont 16 attribuées à Franc). Cette édition n’a jamais été retrouvée mais a servi de modèle aux éditions de 1547 et 1548 données à Lyon par Godefroy et Marcelin Beringen.
Les mélodies attribuées à Guillaume Franc ont été conservées dans le Psautier de Genève, avec des retouches minimes.

### Les psaumes de l’Église de Lausanne
En 1565, trois ans après la parution du Psautier de Genève officiel et complet, Franc en fait paraître une édition remaniée : 
Les Pseaumes mis en rime françoise, par Clément Marot, & Théodore de Bèze, avec le chant de l’Église de Lausanne. [Genève] : Jean Rivery, 1565. 8°, [16]-470 p..
Cette édition se caractérise notamment par le fait que tous les psaumes qui dans le Psautier de Genève étaient dotés d’une mélodie déjà employée reçoivent ici une mélodie originale composée par Franc. Il a également fait des corrections diverses, supprimé des pauses et des syncopes, et modifié quelques mélodies.
Ainsi Franc, qui était déjà l’initiateur des mélodies du Psautier de Genève, apparaît avoir voulu se positionner comme paracheveur du même recueil. Mais le Psautier de Genève était déjà largement diffusé, à des milliers d’exemplaires, et cette tentative est sans suite : malgré son intérêt intrinsèque, l’ouvrage n'est jamais réédité.
Il est possible que ce psautier de 1565 ait incorporé des mélodies déjà proposées en 1558 dans un psautier à l'usage de l'Église de Lausanne, imprimé par Jean Rivery. Ce recueil, maintenant perdu, aurait pu avoir été élaboré par le chantre François Gindron (mort en 1564), ce dernier ayant déjà à cette époque fait imprimer plusieurs œuvres en musique.